# Zakynthos

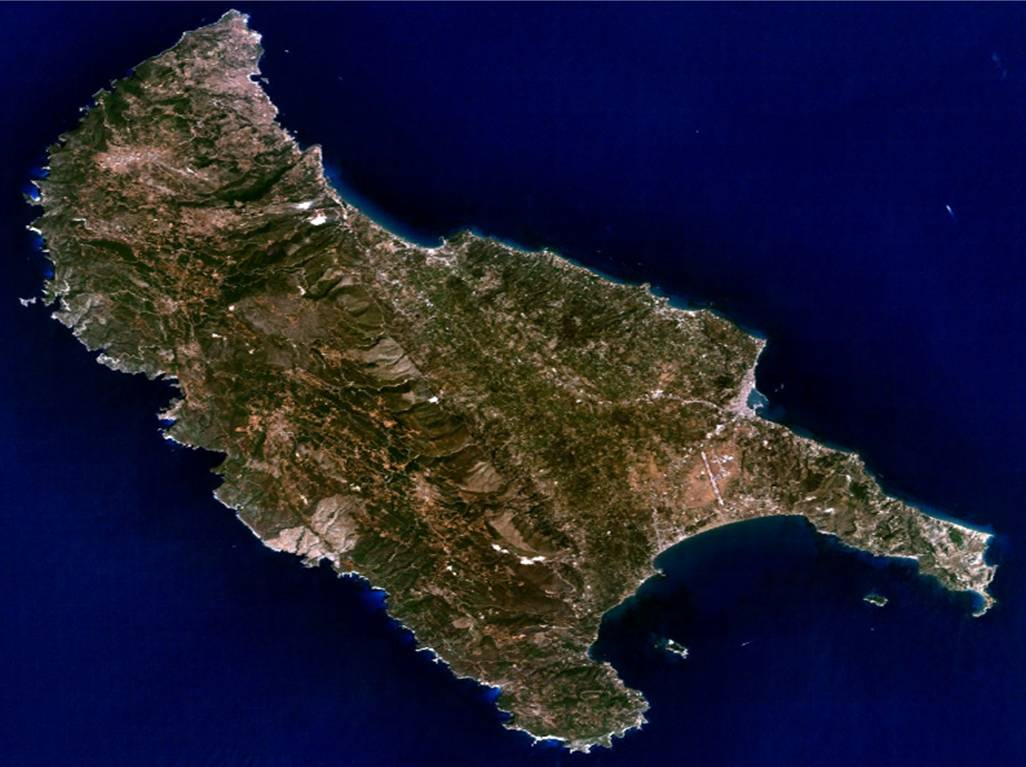
Insula Zakinthos văzută din satelit

Zakynthos (în greacă Ζάκυνθος) este o insulă grecească situată în Marea Ionică. Este a treia ca mărime (dupa Corfu și Kefalonia) și cea mai sudică (fără a ține cont de insula Kythira) din grupul principal al Insulelor Ionice, cu o suprafață de 405,55 km2 și o coastă în lungime de 123 km.
Grupul de insule din Marea Ionică mai poartă denumirea și de Heptanez sau Eptanisa (Cele Șapte Insule). După cum sugerează și numele, acest grup insular este format din șapte insule mari: Corfu, Paxi, Lefkada, Kefalonia, Ithaka și Zakynthos  (care se află în Marea Ionica) și cea de-a șaptea insula, Kythira, care se află în Marea Mediteraneană.

## Municipalități și comunități
Insula Zakynthos este împărțită în 6 regiuni cunoscute sub numele de departamente municipale: Alykon, Arkadion, Artemision, Elation, Laganas și Zakynthion. 
- Departamentul municipal Alykon, în nord-estul insulei, include cele două stațiuni turistice populare Alykes și Alykanas, precum și al doilea sat ca mărime de pe insula - Katastari, care este și capitala regiunii. Alte sate din această zonă sunt Pigadakia, Kalithea, Skoulikado, Ano Gerakario, Meso Gerakario, Kato Gerakario și Agios Dimitrios.
- Departamentul municipal Arkadion se află între Alykon și Zakynthion. Capitala sa este Vanato dar cel mai cunoscut loc din aceasta zona este statiunea Tsilivi. Arkadion include satele Kypseli, Tragaki, Planos, Kalipado, Vanato, Agios Kirikas și Sarakinado.
- Departamentul municipal Artemision se află pe coasta de vest a Zakynthos și include multe sate tradiționale de munte, cum ar fi Loucha și Giri și satul Macherado (capitala zonei), cu frumoasa biserică Agia Mavra - una dintre cele mai vechi și mai cunoscute biserici de pe insulă. Celelalte sate din această regiune includ: Agia Marina, Agii Pantes, Galaro, Fioliti, Lagadakia, Vougiato, Lagopodo, Romiri, Kiliomenos și Agios Leon.
- Departamentul municipal Elation este cel mai nordic pe Zante, iar capitala sa este satul Volimes. Această zonă include Epava, faimosul reper din Zante, precum și Peșterile Albastre și portul Agios Nikolaos cu un serviciu de feriboturi către insula vecină Kefalonia. Satele din această regiune includ Korithi, Askos, Orthonies, Anafonitria, Maries, Exohora și Kampi.
- Departamentul municipal Laganas cuprinde vârful de sud-vest al insulei și este zona cu cea mai mare și mai cunoscută stațiune turistică : Laganas. Capitala regiunii este un sat tradițional numit Pantokratoras, care oferă vederi minunate asupra Golfului Lagana. Stațiunile Kalamaki și Keri sunt, de asemenea, în acest departament municipal, la fel ca și satele Mouzaki, Agalas și Lithakia.
- Departamentul municipal Zakynthion acoperă zona de sud-est a insulei și este cel mai populat, cu peste 14.000 de oameni, față de aproximativ 4.000 în celelalte departamente municipale. Include capitala orașului Zante, precum și satele Bohali, Gaitani, Ampelokipi, Argassi și Vassilikos.

## Coduri poștale
| Municipalitate   | Cod YPES | Reședință (dacă e diferită) | Cod poștal |
| ---------------- | -------- | --------------------------- | ---------- |
| Alykes           | 1601     | Katastari                   | 290 90     |
| Arkadion         | 1602     | Vanato                      | 291 00     |
| Artemisia        | 1603     | Machairado                  | 290 92     |
| Elatia           | 1604     | Volimes                     | 290 91     |
| Laganas          | 1606     | Pantokrator                 | 290 92     |
| Zakynthos (oraș) | 1605     |                             | 291 00     |

## Istorie
Primele semne de viață datează din neolitic, urmele fiind găsite in golful Laganas. După Homer, colonizarea a avut loc prin anii 1600 - 1500 î.Hr. de coloniștii din Psofida (Arcadia). În anii următori insula a fost cucerită de Arkisios, regele Cefaloniei. Mai târziu a ajuns în posesia lui Ulisse, fiul lui Laertes, regele Itacăi. În timpul războaielor persane Zakynthos a fost când neutră, când aliata lacedemonienilor, iar mai târziu a făcut parte din Liga Ateniană. În timpul campaniei lui Filip în Grecia Zakynthos a căzut în mâinile macedonienilor, iar mai târziu ale romanilor, care în anul 146 î.Hr. au încorporat-o în districtul roman Ahaia, împreună cu Epirul, Peloponezul și insulele din Marea Egee, cu excepția Cretei. Odată cu declinul Imperiului Roman și ascensiunea Imperiului Bizantin, Zakynthos a fost inițial încadrată în provincia Iliria, iar mai târziu a devenit o parte a Longobardiei, cu Ravenna (Italia) drept capitală.
În timpul celei de a IV-a Cruciade Zakynthos a fost cucerită de venețieni și încorporată, împreună cu Cefalonia în principatul Ahaia. Venețienii au fost urmați de francezi. De la sfârșitul sec. al XII-lea și până în 1357 Zakynthos a fost în stăpânirea familiei Orsini iar apoi, în urma unui mariaj, în stăpânirea familiei Tocchi. În sec. Al XV-lea Kapudan Pașa a cucerit Insulele Ionice, dar în 1485 venețienii le-au recuperat pe cale diplomatică în schimbul plății unui tribut anual de 500 ducați către Sultan. În timpul Războiului Cretan (1645-1669) insulele ionice au jucat rolul de bastion în lupta împotriva turcilor. În final, venețienii au cedat turcilor insula Creta. Ca urmare, un val de emigranți din Creta s-au refugiat în Zakynthos. Un alt val de refugiați a venit în 1770 după înăbușirea mișcării naþionalist-liberale instigată de împărăteasa Ecaterina a II-a a Rusiei. Ecourile Revoluției Franceze din 1789 au ajuns și în Zakynthos, iar în 1797 steagul revoluționarilor francezi a fluturat pe bastioanele din Zakynthos. Alianța dintre Imperiul Țarist și Poarta Otomană a dat însă lovitura de grație francezilor liberali. În martie 1800, la inițiativa Rusiei și Turciei, s-a format Statul Ionian (Heptanezian). Independența era formală, rușii având ultimul cuvânt în privința guvernării, iar statul plătea turcilor un tribut anual. În 1807 imperialii francezi au preluat Zakynthos până în septembrie 1809, când au fost urmați de englezi. Stăpânirea britanică a adus construirea de apeducte, drumuri, organizarea școlii și a serviciilor de sănătate. S-au reparat portul, bisericile, și numeroase clădiri publice. În 1814 s-a hotărât formarea "Statelor Unite ale Insulelor Ionice", administrate de Reprezentantul Rezident pentru Zakynthos.
Ideea unei Grecii libere și unite a aparut odata cu înființarea Eteriei. În 1818 aceasta s-a mutat în Zakynthos. Membrii săi au făcut un jurământ de credință față de patrie la biserica Sf. Gheorghe din Psiloma. La mijlocul sec. Al XIX-lea au început presiunile pentru retragerea englezilor. În schimbul întronării în Grecia a prințului danez George I, susținut de englezi, aceștia acceptă cedarea insulelor ionice către statul grec. Steagul grecesc a fost ridicat în Zakynthos la 21 mai 1864, iar în continuare istoria insulelor ionice s-a confundat cu istoria Greciei.
Zakynthos a fost lovită de un cutremur cu magnitudinea de 7,3 la 12 august 1953, cutremur care a distrus majoritatea clădirilor de pe insulă. La data de 26 octombrie 2018 un cutremur cu magnitudinea de 6,4 s-a produs pe insulă provocând pagube minore.

## Geografie
Capitala insulei Zakynthos este orasul Zakynthos ( sau Zante ) aflat in partea de est. Insula se află situată la aproximatix 300 km de Atena, la 20 -25 km de partea continetală a Greciei și la 15 km de insula Kefalonia. Zakynthos are o suprafață de 405,55 km2, o coastă în lungime de 123 km cu 40 km lungime și 20 km lațime.  
Cel mai înalt punct este vârful Vrachionas, cu o înaltime de 758 de metri.. În partea de nord-vest se găsește Capul Skinari. Partea vestică a insulei este un platou muntos cu stânci abrupte, iar partea de est este de câmpie, cu plaje lungi întrerupte de câteva dealuri. În partea de sud-est se afla Golful Laganas și Parcul National Marin înființat pentru protejarea broaștelor țestoase Caretta-Caretta și a focilor Monachus-Monachus.  

## Clima
Zakynthos este cunoscută ca fiind una dintre cele mai însorite insule grecești. Climatul insulei este unul de tip mediteranean ce ofera veri calde și ierni blânde și însorite. Temperatura medie anuală este de aproximativ 18,5 °C, iar vara media temperaturilor ajunge în jurul valorii de 32 ⁰C. 

## Transport
- Aeroporturi - Aeroportul Internațional Dionysios Solomos se află în sudul insulei, în apropierea stațiunii Kalamaki și la 4,3 km de capitala Zakynthos.
- Porturi - Portul principal al insulei se afla în capitală și face legătura cu portul Killini de pe continent. Un alt port se afla în satul Agios Nikolaos si face legătura cu portul Pesada din insula Kefalonia.
- Rețeaua de drumuri - Insula deține o rețea densă de drumuri, iar rutele principale leagă capitala Zante de Volimes în nord, Keri în sud și peninsula Vassiliki în vest. Autobuzele locale fac legatura între capitala insulei si majoritatea localităților.

## Stațiuni turistice
Stațiunile turistice se află situate pe partea estică a insulei, partea vestică fiind muntoasă și abruptă. 
Laganas, aflată în sudul insulei, este o stațiune care se adresează turiștilor care caută distracția și care nu își doresc o vacanță în care să doarmă prea mult. Aici se găsesc cele mai multe baruri, cluburi de noapte, taverne și restaurante. Plaja cu nisip fin se întinde pe 5 kilometri și face parte din Parcul National Marin. O atracție a acestui parc este migrația țestoaselor Caretta Caretta. În fiecare an, în lunile iunie, iulie și august, țestoasele migrează în Golful Laganas pentru a-și depune ouăle pe plajă.
Separată de Laganas printr-o pădure imensă de pini, Kalamaki se întinde aproape în întregime de-a lungul străzii principale. Stațiunea ofera toate facilitățile posibile și o plaja cu nisip fin care, fiind în prelungirea celei din Laganas, face parte și ea din Parcul National Marin.
Alykes se află în partea estică a insulei și oferă o plajă cu ape puțin adânci fiind căutată in special de familiile cu copii. Stațiunea oferă o mare varietate de magazine,taverne, baruri și restaurante. În imediata vecinătate se află Alykanas, un loc căutat în special de către cei care practica windsurf. Plajele acestor două stațiuni se întind pe 3 kilometri, iar întalnire lor formeaza superbul golf Alykon.
O altă opțiune foarte potrivită pentru familii sau cupluri este stațiunea Tsilivi, situată tot în partea estică a insulei. Plaja, care se intinde pe 2 kilometri, este premiata cu „Blue Flag”, fiind una dintre cele mai apreciate plaje din Europa. Aici exista o multime de baruri, taverne și restaurante, dar și centre pentru sporturi nautice. O oază de distracție pentru copii dar nu numai este Parcul Acvatic Tsilivi care și-a început activitatea în mai 2010.
Argassi este o stațiune situată la doar 5 kilometri de Zakyntos Town, capitala insulei. Este un loc ideal pentru orice turist. Aici vin familii cu copii dar și tineri care caută viața de noapte, cei care caută relaxare dar și cei care vor să practice sporturi nautice. Plaja cu nisip fin și pietricele este îngustă și se întinde pe aproximativ un kilometru. Chiar dacă stațiunea s-a dezvoltat oferind o varietate de locuri de la restaurante elegante până la taverne tradiționale și magazine de suveniruri, a reușit să își păstreze simplitatea grecească.
Daca esti in cautarea unui loc mai retras, peninsula Vasilikos este o alegere excelenta. Situată în partea de sud-est a insulei, aceasta ofera poate cele mai frumoase și liniștite plaje din Zakinthos. Departe de agitația zonelor pline de viață ale insulei, în această regiune au fost construite multe hoteluri de lux care oferă acces la propriile plaje private și liniște deplină.
Agios Nicolaos este un sat fermecător de pe coasta de nord-est a insulei Zakynthos ce oferă una dintre cele mai tradiționale atmosfere grecești. Printre străzile înguste și casele văruite în alb se găsesc mai multe taverne și restaurante tradiționale grecești care oferă preparate din bucătăria locală autentică.

## Plajele din Zakynthos

###### Plajele de pe coasta estică
- Porto Roma este o plajă îngustă, cu nisip, care oferă câteva umbrele și șezlonguri.
- Plaja San Nikolas este situată la mai putin de 14 km de capitală și concurează cu Banana Beach ca fiind cea mai populară în rândul tinerilor datorită numeroaselor servicii pe care le oferă în ceea ce privește sporturile nautice.

- Banana este cea mai largă plajă de pe insula Zakynthos, cu apa puțin adâncă. Este renumită pentru facilitățile sale și pentru numeroasele sale sporturi nautice care se pot practica aici.Plaja oferă toate facilitatile necesare : dușuri și toalete, șezlonguri cu umbrele și baldachine cu saltele relaxante, baruri și terase.
- Plaja Porto Zoro este situată la aproximativ 11 kilometri de capitală. Este o plajă lungă, cu nisip auriu și pietricele. Particularitatea acestei plaje o reprezintă formațiunile stâncoase care ies din mare și faptul ca aici se pot face băi de nămol. Porto Zoro oferă turiștilor toate facilitățile printer care șezlonguri și umbrele, dușuri și toalete sau baruri și taverne.

- Argassi este o plajă situată la câțiva kilometri de capitală și este mai puțin populară datorită apropierii de port.
- Partea care se întinde între orașul Zakynthos și Akrotiri este presărată cu mici plaje cu pietriș, localuri și baruri folosite în special de localnici.
- Tsilivi este una dintre cele mai populare plaje de pe insulă. Marea este puțin adâncă, ceea ce o face ideală pentru familiile cu copii mici. De-a lungul plajei există baruri și magazine de sporturi nautice, iar turiștii pot închiria șezlonguri, hidrobiciclete și scutere de apă.
- Amboula este o plajă mica, cu nisip și cu  pietre și pietricele pe fundul apei. Este parțial organizată cu câteva rânduri de șezlonguri și umbrele, cu câteva taverne locale și mai multe facilități pentru sporturi acvatice ca hidrobiciclete, închirieri de ski jet și excursii organizate cu barca.
- Drosia este o plajă mica, cu pietricele, aflată aproape de populara plajă Psarou. Cei câțiva copaci aflati la marginea plajei oferă umbră natural. Este o plajă bine organizată cu șezlonguri și umbrele de soare și câteva taverne tradiționale.
- Plajele Alykanas și Alykes, împreună cu altele mai mici, formează Golful Alykes, cu nisip fin și ape putin adânci, ideale pentru familiile cu copii mici. Ambele plaje sunt echipate cu umbrele, șezlonguri și locuri pentru servit masa.
- Plaja Xigia este situată la aproximativ 8 kilometri de plaja Alykes. Plaja are pietricele albe mici, iar marea devine incredibil de albastră datorită cantității mari de sulf eliberată dintr-o sursă sulfuroasă din apropiere. Această plajă este foarte apreciată de amatorii de snorkeling și nu este recomandată familiilor cu copii mici deoarece apa devine brusc adâncă.
- Plaja Makris Gialos este căutată de cei care iubesc snorkelingul deoarece aici se găsesc mici peșteri de explorat. Apa este de culoare verde smarald, iar plaja este formată din pietricele. O mica parte a plajei este ocupată de șezlonguri si umbrele, iar turiștii pot găsi în apropiere și un restaurant.
- Plaja Agios Nikolaos este situată în partea de nord a insulei, lângă satul de munte Volimes și uneori este confundată cu plaja din sud care poartă același nume. Plaja are pietricele mici și este destul de spațioasă. Din portul din apropiere pleacă feriboturile care leagă Zakynthos de Kefalonia.

###### Plajele sudice (Golful Laganas)
- Plaja Gerakas este considerată printre cele mai frumoase plaje din Zakynthos. Această plajă cu nisip se află la aproximativ 17 km de capitală și este aleasă an de an de sute de broaște țestoase (Caretta Caretta) ca loc de cuibărit. Sporturile marine și barurile sunt interzise în această zonă. Gerakas se află sub protecția Parcului Național Marin și există anumite regulile de urmat pe plajă.
- Plaja Dafni face parte din zona protejată a Parcului Național. Această întindere lungă de nisip auriu ascunde numeroase cuiburi de broaște testoase, iar regulile de umat sunt stricte.
- Plaja cu nisip Kalamaki este cea mai lungă plajă din Parcul Marin și este o continuare a plajei Laganas. Aproape în fiecare an, pe această plajă, aproximativ 200 de broaște țestoase își depun ouăle, iar regulile care trebuie respectate în zona protejată sunt stricte.
- Plaja Laganas este situată la aproximativ 10 kilometri de capitală și este fără îndoială cea mai populară plajă printre tineri. Laganas este o plajă întinsă cu nisip și apa care se adâncește treptat, presărată cu șezlonguri și umbrele și foarte multe restaurante și baruri deschise până seara târziu.
- Insula Cameo (plaja Agios Sostis), al doilea punct cel mai fotografiat din Zakynthos, are cea mai mică plajă de pe coasta de sud. Această plajă cu pietriș alb este ușor accesibilă din Laganas atât pe jos, cât și cu mașina sau scuterul.
- Plaja Keri (sau Limni Keriou) este situată în partea de sud-vest a insulei și oferă vederi frumoase asupra insulei Marathonisi. Plaja este acoperită de un amestec de pietricele și nisip, iar copaci din imediata apropiere a apei oferă umbră în orele cele mai fierbinți. Fundul mării este nisipos și puțin adânc, ceea ce face posibilă mersul pe jos aproximativ douăzeci de metri în ape cristaline fiind cu siguranță un loc ideal pentru familiile cu copii mici.
- Plaja Marathias este situată la aproximativ 19 km de orașul Zakynthos. Aici apa este limpede și puțin adâncă, iar plaja este acoperită de pietricele albe.

###### Plajele de pe coasta vestică
- Porto Stenitis este o mică plajă cu pietriș și ape cristaline. Este situată la sud de Porto Vromi și se poate ajunge destul de dificil din orașul Maries. Cel mai bun mod de a vizita plaja este cu o ambarcațiune închiriată sau cu cele care oferă excursii pe apă cu plecare din Porto Vromi.
- Shipwreck Beach este principala atracție turistică din Zakynthos. A devenit imaginea de copertă a insulei și imaginea de referință pentru vacanțele în Grecia. Golful este strajuit de două promontorii mari și are ape albastre uimitoare. Numele „Plaja naufragiului” vine datorită unei bărci care a naufragiat pe aceată plaja în anul1980.
- Porto Vromi este o mică plajă de nisip și pietricele și ape limpezi. De aici se pot închiria barci către Shipwreck Beach.
- Porto Limnionas, este al doilea loc cel mai popular de pe această parte a insulei. Marea are culoare uimitoare, iar marea varietate de pești care se află aici face din această plaja o locație ideală pentru snorkeling și scufundări. Se găsesc șezlonguri și umbrele, iar facilitățile se îmbunătățesc de la an la an.
- Porto Roxa este o plaja mai sălbatică decât Porto Limnionas din apropiere. Facilitățile cuprind șezlonguri, balansoare si locuri de loat masa. Accesul la mare este accidentat și se recomandă purtarea de încalțăminte adecvată. Korakonisi este situată la sud de Porto Roxa și este o plajă complet stâncoasă, iar pentru a ajunge la mare trebuie coborâte mai multe trepte săpate în stâncă. Korakonisi este considerată o insulă deoarece, atunci când marea este agitată, se desparte complet de continent. Apa din această zonă este foarte adâncă și, prin urmare, este recomandată doar înotătorilor experimentați.

## Locuri de interes
- Plaja Navagio
- Blue Caves
- Peșterile Keri
- Xigia
- Insula Cameo
- Capul Skinari
- Satul Exo Chora
- Parcul Național Marin